# Coppa 1° Maggio
La Coppa 1° Maggio - Memorial Sergio Viola est une course cycliste italienne disputée chaque année au 1er mai vers Stagno Lombardo, en Lombardie. 
Durant son existence, cette épreuve fait partie du calendrier régional de la Fédération cycliste italienne, en catégorie 1.29. Elle est par conséquent réservée aux coureurs de moins de 21 ans (U21).
Une compétition pour les coureurs de catégorie junior (moins de 19 ans) est également organisée.

## Palmarès récent
| Année | Vainqueur               | Deuxième           | Troisième          |
| ----- | ----------------------- | ------------------ | ------------------ |
| 1999  | Andrea Lanzani          | Fabio Feraboli     | Michele Gobbi      |
| 2000  | Francesco Fiorenza      |                    |                    |
| 2001  | Danilo Colombo          | Devis Pozzi        | Diego Caccia       |
| 2002  | Claudio Cucinotta       | Enrico Gasparotto  | Emiliano Donadello |
| 2003  | Alessandro Raisoni      | Miculà Dematteis   | Francesco Frisoni  |
| 2004  | Roberto Longo           | Marco Marcato      | Matteo Montaguti   |
| 2005  | Andrea Grendene         | Davide Pontiroli   | Daniele Marconi    |
| 2006  | Jacopo Guarnieri        | Fabio Donesana     | Federico Masiero   |
| 2007  | Marco Canola            | Jacopo Guarnieri   | Giorgio Brambilla  |
| 2008  | Marco Benfatto          | Rudy Dal Bo        | Nicola Dal Santo   |
| 2009  | Alberto Cecchin         | Daniele Aldegheri  | Filippo Fortin     |
| 2010  | Sebastiano Dal Cappello | Alex Marchesini    | Stefano Perego     |
| 2011  | Alberto Petitto         | Andrea Toniatti    | Davide Villella    |
| 2012  | Niccolò Bonifazio       | Nicolas Marini     | Paolo Simion       |
| 2013  | Davide Martinelli       | Marco Corrà        | Luca Pacioni       |
| 2014  | Simone Velasco          | Nicola Da Dalt     | Gianni Moscon      |
| 2015  | Giovanni Lonardi        | Mirco Sartori      | Federico D'Agostin |
| 2016  | Imerio Cima             | Matteo Sobrero     | Attilio Viviani    |
| 2017  | Nicolas Dalla Valle     | Gregorio Ferri     | Imerio Cima        |
| 2018  | Samuele Zoccarato       | Cristian Rocchetta | Davide Ferrari     |
| 2019  | Andrea Bartolozzi       | Leonardo Pasquotto | Leandro Masotto    |
| 2023  | Samuele Privitera       | Matteo Gabelloni   | Filip Gruszczynski |